# Monte Negoiu
Il Monte Negoiu è una montagna dei Monti Făgăraș dei Carpazi Meridionali. Si trova nel distretto di Sibiu, in Romania, e la sua vetta raggiunge i 2.535 metri di altitudine. È la seconda vetta più alta della Romania dopo il Monte Moldoveanu (2544 m).